# 44e corps d'armée (France)
Pour les articles homonymes, voir 44e corps d'armée.
Le 44e corps d'armée est un corps d'armée de l'armée de terre de l'Armée française.

## Créations et différentes dénominations
- 1939 : région fortifiée de Belfort
- 1940 : 44e corps d'armée de forteresse

## Chefs du44ecorpsd'armée
- 1939-1940 : général Tencé
- 1940 : général Menu